# Rechtsovertuiging
Een rechtsovertuiging, rechtsopvatting of opinio iuris (sive necessitatis) is een term om een algemeen heersende opvatting in het recht aan te duiden. Zij is met name van belang in het gewoonterecht.
De term opinio juris wordt met name in het internationaal recht gebruikt, en duidt dan aan dat de overtuiging dat een bepaalde gedraging volgens het volkenrecht verplicht is. Indien alle relevante staten eenzelfde opinio juris hebben over een bepaald onderwerp én indien zij ook daarnaar handelen (statenpraktijk), dan is er sprake van internationaal gewoonterecht.